# Sony Movies (América Latina)
Sony Movies é um canal de televisão por assinatura brasileiro especializado na transmissão de filmes, é de propriedade da Sony Pictures Entertainment e atualmente é distribuído pela Ole Distribution, uma joint venture entre a Ole Communications e a Warner Bros. Discovery.

## História
Em julho de 2022, o canal foi lançado através da Sky, DGO e UOL Play para o Brasil.

## Programação

### Séries[1]
- Community
- The Goldbergs